# Moderna Konstmuseet Baku
Moderna Konstmuseet Baku (azeriska: Bakı Müasir İncəsənət Muzeyi) är ett konstmuseum för modern och samtida konst i Baku i Azerbajdzjan. Museet innehåller Azerbajdzjans största moderna konstsamling.  Den byggnaden ritades av den franske arkitekten Jean Nouvel. Det ligger vid Yusif Səfərov küçəsi 5, i distriktet Xətai. Nära museet ligger metrostation Xətai på Linje 2.

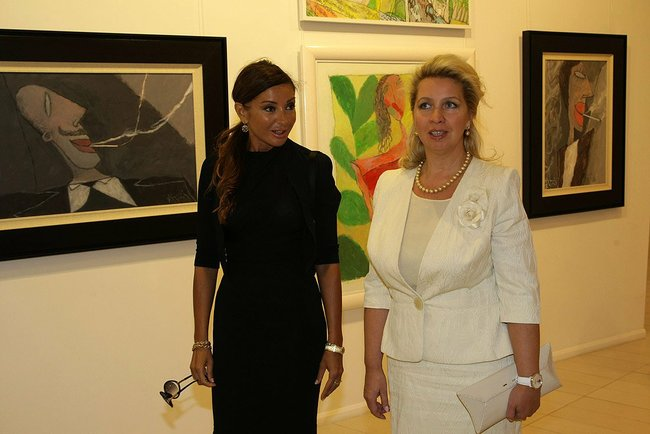
De första damerna i Ryssland och Azerbajdzjan, Svetlana Medvedeva och Mehriban Əliyeva på Moderna Konstmuseet Baku.

Museet grundades 2009 på initiativ av Azerbajdzjans första dam Mehriban Əliyeva, som också är ordförande för Heydər Əliyev-stiftelsen.
Museet har verk av ett antal välkända europeiska konstnärer som Dali, Picasso, Chagall, Renoir och Matisse.